# Listari
Listari je specifični blagoslov polja u župi Drijenči. Vrši se uz Spasovo, kada prolistava šuma pa je otuda vjerojatno došlo ime. Počinje na groblju molitvom koju predvodi svećenik. Slijedi procesija od muškaraca starije i srednje dobi koji mogu pješačiti. Nose ukrašeni križ koji nose neoženjeni. Križ se tradicionalno čuva u obitelji Kešina. Svake godine u ovom pohodu sudjeluje od 20 do 50 muškaraca, a križonoša je iz drugog zaseoka. Broj sudionika ovisio je zdravstvenom stanju jer se prelazilo ukupno 42 kilometra, a najviše listara je bilo 1987., njih 58. Procesija se kreće prema rubnim dijelovima sela i putem se moli krunica do prve postaje, odnosno "križišta" ili "križare". Smještena je na njivi iza sela gdje netko od sudionika čini velikim križem znak križa na sve četiri strane svijeta izgovarajući: "Od kuge, gladi, zla vremena oslobodi nas Gospodine". Križišta su se obilježavala tako što su u drveće urezivani križevi. U šupljine od urezivanja ulijevan je vosak čime je označeno da su tuda prošli listari.
Pripada nematerijalnoj kulturnoj baštini. Običaj je vrlo starinski, jer nosi kultno-paganske elemente iz slavenskog perioda. Motivi su rađanjem prirode, proljeća i novog života. Na te se staroslavenske slojeve poslije slilo kršćanske običajne elemente.